# Дежан-Джонс, Брайс
Брайс Александер Дежан-Джонс (англ. Bryce Alexander Dejean-Jones; 21 августа 1992, Лос-Анджелес, Калифорния, США — 28 мая 2016, Даллас, Техас, США) — американский профессиональный баскетболист, немного поигравший в Национальной баскетбольной ассоциации за клуб «Нью-Орлеан Пеликанс». Играл на позиции атакующего защитника.

## Профессиональная карьера
После того как Дежан-Джонс не был выбран на драфте НБА 2015 года, он присоединился к «Нью-Орлеан Пеликанс» для участие в Летней лиге НБА а Лас-Вегасе, в которой провёл 6 матчей и набирал в среднем по 12,8 очков за игру. 20 августа 2015 года он подписал контракт с «Пеликанс», однако 24 октября, после 7 предсезонных игр он был отчислен из клуба. 13 декабря он присоединился к клубу Д-Лиги «Айдахо Стэмпид». Дежан-Джонс дебютировал на профессиональном уровне 19 декабря в матче против «Санта-Круз Уорриорз», записав в свой актив 15 очков, 3 подбора, 4 ассиста и 1 перехват за 21 минуту игрового времени.
21 января 2016 года Дежан-Джонс подписал десятидневный контракт с «Нью-Орлеан Пеликанс». 28 января, в своей 4-й игре, Дежан-Джонс впервые вышел в стартовом составе клуба НБА, заменив травмированного Тайрика Эванса. За 34 минуты он набрал 14 очков, совершил по 2 подбора, перехвата и ассиста, а также 1 раз поставил блок-шот и помог «Пеликанс» победить «Сакраменто Кингз» со счётом 114—105. 1 февраля он подписал 2-й десятидневный контракт и продолжил играть в старте вместо травмированного Тайрика Эванса. 4 февраля он провёл свою лучшую игру в карьере, записав в свой актив 17 очков и 9 подборов в проигранном матче против «Лос-Анджелес Лейкерс». 19 февраля он подписал 3-летний контракт с «Пеликанс». Неделю спустя он досрочно завершил сезон после успешно проведённой операции на правой руке.

## Смерть
28 мая 2016 года Брайс Дежан-Джонс скончался в результате огнестрельного ранения в квартире незнакомого в Далласе. Дежан-Джонс собирался на день рождения дочери, которой исполнился 1 год, в квартиру матери девочки, с которой та живёт, но ошибся этажом, так как ещё ни разу не был в новой квартире матери девочки. Дежан-Джонс ворвался в чужую квартиру, и её жилец застрелил непрошеного гостя, баскетболист получил огнестрельное ранение в живот и скончался уже в больнице вскоре после того как был туда доставлен.

## Статистика

### Статистика в НБА
| Сезон                                                                                    | Команда    | Регулярный сезон | Регулярный сезон | Регулярный сезон | Регулярный сезон | Регулярный сезон | Регулярный сезон | Регулярный сезон | Регулярный сезон | Регулярный сезон | Регулярный сезон | Регулярный сезон | Серия плей-офф | Серия плей-офф | Серия плей-офф | Серия плей-офф | Серия плей-офф | Серия плей-офф | Серия плей-офф | Серия плей-офф | Серия плей-офф | Серия плей-офф | Серия плей-офф |
| Сезон                                                                                    | Команда    | GP               | GS               | MPG              | FG%              | 3P%              | FT%              | RPG              | APG              | SPG              | BPG              | PPG              | GP             | GS             | MPG            | FG%            | 3P%            | FT%            | RPG            | APG            | SPG            | BPG            | PPG            |
| ---------------------------------------------------------------------------------------- | ---------- | ---------------- | ---------------- | ---------------- | ---------------- | ---------------- | ---------------- | ---------------- | ---------------- | ---------------- | ---------------- | ---------------- | -------------- | -------------- | -------------- | -------------- | -------------- | -------------- | -------------- | -------------- | -------------- | -------------- | -------------- |
| 2015/16                                                                                  | Нью-Орлеан | 14               | 11               | 19,9             | 40,6             | 37,5             | 52,4             | 3,4              | 1,1              | 0,7              | 0,1              | 5,6              | Не участвовал  | Не участвовал  | Не участвовал  | Не участвовал  | Не участвовал  | Не участвовал  | Не участвовал  | Не участвовал  | Не участвовал  | Не участвовал  | Не участвовал  |
|                                                                                          | Всего      | 14               | 11               | 19,9             | 40,6             | 37,5             | 52,4             | 3,4              | 1,1              | 0,7              | 0,1              | 5,6              | Не участвовал  | Не участвовал  | Не участвовал  | Не участвовал  | Не участвовал  | Не участвовал  | Не участвовал  | Не участвовал  | Не участвовал  | Не участвовал  | Не участвовал  |
| Наведите курсор мыши на аббревиатуры в заголовке таблицы, чтобы прочесть их расшифровку. |            |                  |                  |                  |                  |                  |                  |                  |                  |                  |                  |                  |                |                |                |                |                |                |                |                |                |                |                |

### Статистика в Д-Лиге
| Сезон                                                                                    | Команда        | Регулярный сезон | Регулярный сезон | Регулярный сезон | Регулярный сезон | Регулярный сезон | Регулярный сезон | Регулярный сезон | Регулярный сезон | Регулярный сезон | Регулярный сезон | Регулярный сезон | Серия плей-офф | Серия плей-офф | Серия плей-офф | Серия плей-офф | Серия плей-офф | Серия плей-офф | Серия плей-офф | Серия плей-офф | Серия плей-офф | Серия плей-офф | Серия плей-офф |
| Сезон                                                                                    | Команда        | GP               | GS               | MPG              | FG%              | 3P%              | FT%              | RPG              | APG              | SPG              | BPG              | PPG              | GP             | GS             | MPG            | FG%            | 3P%            | FT%            | RPG            | APG            | SPG            | BPG            | PPG            |
| ---------------------------------------------------------------------------------------- | -------------- | ---------------- | ---------------- | ---------------- | ---------------- | ---------------- | ---------------- | ---------------- | ---------------- | ---------------- | ---------------- | ---------------- | -------------- | -------------- | -------------- | -------------- | -------------- | -------------- | -------------- | -------------- | -------------- | -------------- | -------------- |
| 2015/16                                                                                  | Айдахо Стэмпид | 9                | 7                | 31,3             | 42,7             | 33,9             | 80,4             | 5,1              | 2,2              | 2,0              | 0,2              | 19,2             | Не участвовал  | Не участвовал  | Не участвовал  | Не участвовал  | Не участвовал  | Не участвовал  | Не участвовал  | Не участвовал  | Не участвовал  | Не участвовал  | Не участвовал  |
|                                                                                          | Всего          | 9                | 7                | 31,3             | 42,7             | 33,9             | 80,4             | 5,1              | 2,2              | 2,0              | 0,2              | 19,2             | Не участвовал  | Не участвовал  | Не участвовал  | Не участвовал  | Не участвовал  | Не участвовал  | Не участвовал  | Не участвовал  | Не участвовал  | Не участвовал  | Не участвовал  |
| Наведите курсор мыши на аббревиатуры в заголовке таблицы, чтобы прочесть их расшифровку. |                |                  |                  |                  |                  |                  |                  |                  |                  |                  |                  |                  |                |                |                |                |                |                |                |                |                |                |                |

### Статистика в колледже
| Сезон                                                                                   | Команда     | GP  | GS | MPG  | FG%  | 3P%  | FT%  | RPG | APG | SPG | BPG | PPG  |  |
| --------------------------------------------------------------------------------------- | ----------- | --- | -- | ---- | ---- | ---- | ---- | --- | --- | --- | --- | ---- |  |
| 2010/11                                                                                 | УСК         | 18  | 10 | 20,6 | 37,9 | 34,5 | 63,9 | 2,6 | 1,6 | 1,1 | 0,1 | 7,6  |  |
| 2011/12                                                                                 | Не играл    |     |    |      |      |      |      |     |     |     |     |      |  |
| 2012/13                                                                                 | УНЛВ        | 35  | 29 | 26,0 | 41,3 | 34,7 | 72,8 | 4,4 | 2,3 | 0,9 | 0,3 | 10,3 |  |
| 2013/14                                                                                 | УНЛВ        | 31  | 26 | 27,4 | 42,7 | 32,3 | 64,3 | 3,7 | 3,0 | 0,7 | 0,3 | 13,6 |  |
| 2014/15                                                                                 | Айова Стэйт | 33  | 21 | 23,0 | 47,6 | 32,9 | 72,2 | 4,7 | 2,1 | 1,1 | 0,3 | 10,5 |  |
|                                                                                         | Всего       | 117 | 86 | 24,7 | 42,9 | 33,6 | 68,4 | 4,0 | 2,3 | 0,9 | 0,2 | 10,8 |  |
| Наведите курсор мыши на аббревиатуры в заголовке таблицы, чтобы прочесть их расшифровку |             |     |    |      |      |      |      |     |     |     |     |      |  |